# Paul Riffel
Paul Riffel (* 24. November 1901; † 8. November 1975) war ein deutscher Manager und Verbandsfunktionär.

## Leben
Paul Riffel studierte nach einer kaufmännischen Lehre Betriebs- und Wirtschaftswissenschaften. 1930 wurde er mit der Arbeit Die Wirtschaftliche Entwicklung der Stadt Bruchsal von 1690 bis zur Gegenwart zum Dr. rer. pol. promoviert. Ab 1933 war er für die Dyckerhoff Zementwerke AG in Wiesbaden tätig; bis 1971 Vorstandsmitglied, danach Aufsichtsratsmitglied der Dyckerhoff AG. Er war Präsident der Vereinigung der hessischen Unternehmerverbände (VhU) und Präsidiumsmitglied der Bundesvereinigung der Deutschen Arbeitgeberverbände (BDA). Riffel war Mitbegründer des Arbeitsgeberverbandes Steine und Erden für das Land Hessen e.V.
1960 wurde er von Kardinal-Großmeister Eugène Tisserant zum Ritter des Ritterordens vom Heiligen Grab zu Jerusalem ernannt und am 11. September 1960 durch Lorenz Kardinal Jaeger, Großprior des Ordens, investiert.
1967 wurde er mit dem Großen Verdienstkreuz des Verdienstordens der Bundesrepublik Deutschland geehrt.

## Schriften
- Die Wirtschaftliche Entwicklung der Stadt Bruchsal von 1690 bis zur Gegenwart, Eisele und Wagner 1930 (Diss.)
- Kriegspreise und Gewinnabführung, C.H. Beck 1941, zusammen mit Heinrich Issel
- Kriegspreise und Gewinnabführung: Kommentar zu 22 KWVO und sämtlichen Durchführungsbestimmungen nebst den Erlassen des Reichskommissars für die Preisbildung, C.H. Beck 1941, zusammen mit Heinrich Issel, Josef Wagner
- Die Durchführung des § 22 der Kriegswirtschaftsverordnung in der Industrie, Deutscher Betriebswirte-Verlag 1941, zusammen mit Fritz Engelberg
- Die Einstellung der Industrie zum neuen Kartellrecht, Dt. Industrieverl.-Gesellschaft 1959
- 10 Jahre Kartellgesetz: 1985-1968 : eine Würdigung aus der Sicht der deutschen Industrie, Heider 1968